# Schellen-Ursli
Schellen-Ursli (Nederlandse titel: Sepp - De Wolvenvriend) is een  Zwitserse film uit 2015, geregisseerd door Xavier Koller. De film is gebaseerd op het gelijknamige prentenboek (Nederlandse titel: Een bel voor Ursli) van Alois Carigiet en Selina Chönz.

## Verhaal
Het verhaal speelt zich af in het kleine dorpje Guarda. Uorsin moet in de zomer zijn ouders helpen met hun werk op de alp. Hij is bevriend met Seraina, die even oud is en ook de zomer doorbrengt bij haar ouders in het nabijgelegen Maiensäss. Zijn trots en vreugde is zijn geitje Zilla. Als de rijke winkelier Armon en zijn zoon Roman de alp bezoeken, blijkt dat de familie van Uorsin hem een schuld schuldig is. Aangezien een deel van de oogst verloren gaat op de alpenafdaling, is terugbetaling uit den boze en gaat het gezin een winter vol ontbering tegemoet.
Armon wil profiteren van de benarde situatie van de familie om naar de alp te gaan, die hij al heel lang op het oog heeft. Hij staat er ook op dat zijn zoon de kinderen van Uorsin moet hebben. Als Uorsin begin maart ook de kleinste bel van alle jongens voor de traditionele Chalandamarz-parade krijgt, besluit hij alleen in de diepe sneeuw naar de Maiensäss te klimmen om de enorme bel te halen die in de alpenhut hangt. Ondanks vele gevaren slaagt Ursli in het avontuur en keert hij veilig terug van Maiensäss met de grote bel en mag hij als held van het dorp daarmee de processie leiden.

## Rolverdeling
| Acteur             | Personage               |
| ------------------ | ----------------------- |
| Jonas Hartmann     | Uorsin (Schellen-Ursli) |
| Julia Jeker        | Seraina                 |
| Laurin Michael     | Roman                   |
| Marcus Signer      | Linard                  |
| Tonia Maria Zindel | Luisa                   |
| Leonardo Nigro     | Armon                   |

## Prijzen en nominaties
| Jaar | Prijs               | Categorie                      | Genomineerde(n)  | Uitslag     |
| ---- | ------------------- | ------------------------------ | ---------------- | ----------- |
| 2022 | Schweizer Filmpreis | Beste cinematografie           | Felix von Muralt | Gewonnen    |
| 2022 | Schweizer Filmpreis | Beste prestaties in een bijrol | Leonardo Nigro   | Genomineerd |